# Hvítserkur (bergstopp)
Hvítserkur är en bergstopp i republiken Island. Den ligger i regionen Austurland, 400 km öster om huvudstaden Reykjavík. Toppen på Hvítserkur är 771 meter över havet.
Det finns inga samhällen i närheten. Trakten runt Hvítserkur består i huvudsak av gräsmarker.